# Sivali
Sivali av Anuradhapura var en regerande drottning i kungadömet Anuradhapura på Sri Lanka under år 35 e.Kr. Hon efterträdde sin bror Chulabhaya. Efter hennes död utbröt ett interregnum innan hon efterträddes av sin brorson/systerson Ilanaga.